# غيرمان بانيتا
غيرمان فاسيلي بانتيا (13 مايو 1894 - 1 فبراير 1968) هو جندي وُلد في بيسارابيا وموظف مدني وشخصية سياسية بارزة في الإمبراطورية الروسية ورومانيا. عمل ضابطًا في الجيش الإمبراطوري الروسي خلال معظم الحرب العالمية الأولى، حيث ساهم في تنظيم لجان الجنود البيسارابيين، وانقسم بين الولاء للحكومة الروسية المؤقتة وقضية تحرير بيسارابيا. تولى بانتيا بعدها منصب المدير العسكري لجمهورية مولدافيا الديمقراطية، وذلك استجابة للرئيس إيون إنكوليتش. أنشأ قوة دفاع بيسارابية، وكلفها بمكافحة التخريب البلشفي والترهيب الروسي، ولكنه تأهب كذلك للهزيمة بعد ثورة أكتوبر.
مترددًا، أيّد غيرمان بانتيا اتحاد الجمهورية مع رومانيا، وانتسب إلى حزب الفلاحين البيسارابيين المحلي، وانضم بعدها إلى الليبراليين الوطنيين في رومانيا. عمل بانيتا في وظائف مختلفة، فأصبح مدرسًا ومحاميًا وصحفيًا، وكان فعالًا في الحياة السياسية الرومانية، إذ أصبح عضوًا في البرلمان، وفاوض للانفصال عن الاتحاد السوفيتي، وتولى منصب عمدة تشيشيناو ثلاث مرات. مع ذلك، لم يكن موضع ثقة بسبب دفاعه عن البلاشفة المعتقلين وانتقاده للحكومة المركزية وفساده المزعوم. خلال الحرب العالمية الثانية، تولى بانتيا منصب عمدة أوديسا خلال الاحتلال الروماني لها. تدخل لإنقاذ اليهود من مذبحة أوديسا عام 1941 وعمليات الترحيل اللاحقة إلى المعسكرات في ترانسنيستريا. كانت علاقته مضطربة مع الديكتاتور الروماني، أيون أنتونيسكو، ووضعته سلطة الاحتلال قيد المراقبة. تمكنت إدارته من وضع خطة لأوديسا، وساعدت المدينة في التغلب على الدمار من خلال اعتماد التجارة الحرة، ولكنها تسببت في حدوث العديد من الخلافات.
اشتُبه ببانتيا بارتكابه جرائم حرب، وقضى معظم حياته بعد الحرب هاربًا. أُلقي القبض عليه في النهاية، وأصبح سجينًا سياسيًا للنظام الشيوعي الروماني. في عام 1956، تمكن من إلغاء الحكم المفروض عليه بتهمة جرائم الحرب، ولكن على الرغم من إعادة تأهيله جزئيًا، استمر الكيان الشيوعي في مضايقته حتى ستينيات القرن العشرين.

## سيرته الذاتية

### نشأته وخدمته في الحرب العالمية الأولى
وفقًا للمؤرخ إيون كونستانتين، في كتابه «تقاطع دائم للأسطورة والواقع»، يحيط الغموض بالكثير من حياة غيرمان بانتيا ولم يتمكن الباحثون من الوصول إليها. ولد غيرمان بانتيا في 13 مايو 1894، وهو من أصل روماني من الطبقة المتوسطة الدنيا، في شمال بيسارابيا، وهو أحد أبناء المحامي فاسيل بانتيا وزوجته إيوانا. اعتنقت عائلته الديانة الأرثوذكسية الشرقية، ومارس غيرمان شعائر الارثوذكسية الرومانية حتى وقت متأخر من حياته. واجه الصبي صعوبة في تكييف نفسه مع متطلبات العيش في ما كان يعرف آنذاك بمحافظة بيسارابيا الروسية. كان مجتهدًا وأكمل المدرسة الابتدائية بمرتبة الشرف، وأنهى دراسته الثانوية في غلوديني، قبل أن يغادر إلى أكرمان، حيث التحق بالمدرسة الروسية وشهد بداية الحرب العالمية الأولى. أبحر كثيرًا إلى أوديسا، حيث ميناء البحر الأسود الذي أثار إعجابه لبقية حياته.
في يونيو 1915، وعقب فترة وجيزة من إكمال دراسته، جُنّد بانتيا في الجيش الإمبراطوري الروسي، وانتقل إلى كييف، حيث التحق بمدرسة يونكر. عاد مرة أخرى إلى أوديسا، حيث اعتاد الضابط البيسارابياني، إيمانويل كاتيلي، إعطاء دروس في اللغة الرومانية التقليدية للضباط الروس، ويرد في بعض المصادر أن بانيتا كان أحد خريجي جامعة أوديسا. بعد تخرّج بانيتا من مدرسة يونكر، أُرسل إلى الجبهة الرومانية، حيث عمل مترجمًا لصالح الجيش التاسع الروسي وزملائهم في القوات البرية الرومانية. قاتل كذلك ببسالة خلال المعارك ضد الجيش الألماني، وحصل على وسام القديس جورج مرتين.
في أعقاب ثورة فبراير الروسية، ضُبط بانتيا متمركزًا مع رجاله في مكان ما بالقرب من بلدة رومان. كانت الأنباء التي كتبها لاحقًا تنبيهًا للرومانيين البيسارابيين في الأراضي الأجنبية، وأصبح رئيس الجيش التاسع السوفيتي عندما تولت الحكومة المؤقتة المسائل العسكرية، وساهم في تنظيم الجنود البيسارابيين في كيان سياسي واحد.  اتخذ ضباط بيسارابيون وطنيون آخرون إجراءات مماثلة. نشط بعضهم -كاتيلي وأنطون كريهان وكونستانتين أوسويانو وأيون باسكلوتشي وأندريه سكوبيواليا- على حدود بيسارابيا، بينما عُني آخرون بتمثيل وحدات بيسارابيانية في أماكن مختلفة مثل نوفوروسيا (إلفتيري سينيكليو) أو القرم (غريغور توركومان).